# Tong King-sing
Tong King-sing (唐景星, 19 mai 1832 - 7 octobre 1892), aussi appelé Tang Tingshu (唐廷樞), est un comprador, interprète, et homme d'affaires chinois de la dynastie Qing.
Né à Xiangshan au Guangdong, il étudie à l'école du missionnaire Robert Morrison aux côtés de Yung Wing. Grâce à sa connaissance de l'anglais, il obtient un travail dans le gouvernement colonial de Hong Kong de 1851 à 1861. Il sert comme interprète et secrétaire en chef au service des douanes maritimes. De 1861 à 1863, il travaille pour la compagnie Jardine Matheson comme vendeur à Tianjin. Il est l'auteur du livre L'Instructeur chinois, une série de dialogues en six volumes, publiée en 1862.
Tong est surtout connu par sa participation à de nombreux projets commerciaux durant les dernières décennies de la dynastie Qing. En 1873 et 1874, il sert comme directeur général du China Merchants Group à Shanghai, avec lequel il travaille sur les mines de charbon de Kaiping au Hebei jusqu'à sa mort en 1892. Il est également un promoteur du tramway de Kaiping (voir Claude Kinder).

## Référence
- Carlson, Ellsworth C. The Kaiping Mines, 1877-1912. 2d ed. Cambridge, MA: East Asian Research Center, 1971.